# 28757 Seanweber
28757 Seanweber è un asteroide della fascia principale. Scoperto nel 2000, presenta un'orbita caratterizzata da un semiasse maggiore pari a 3,1802127 UA e da un'eccentricità di 0,1815613, inclinata di 2,22421° rispetto all'eclittica.